# Боктер
Бокте́р (каз. рзд. Бөктер) — разъезд и населённый пункт в Алматинской области Казахстана. Находится в подчинении городской администрации Капшагая. Входит в состав Шенгельдинского сельского округа. Код КАТО — 191637300.
Боктер — разъезд Алматинского отделения Казахстанских железных дорог. Расположен на участке Берлик I — Актогай.

## Население
В 1999 году население разъезда составляло 12 человек (8 мужчин и 4 женщины). По данным переписи 2009 года в разъезде проживало 25 человек (11 мужчин и 14 женщин).